# Џејмс Макреј
Џејмс Кларк Фултон Макреј (енгл. James McCrae; Бриџ Оф Вир, 2. септембар 1894 — Пејсли, 3. септембар 1974) био је шкотски фудбалски играч и тренер. Његов брат је био шкотски репрезентативац Дејвид Макреј.

## Играчка каријера
Макреј је потписао професионални уговом са Клајдом 1912, али је његову играчку каријеру прекинуо Први светски рат. Током рата, Макреј се придружио Гренадирској гарди, играјући за њихов фудбалски тим, као и гостујући за Клајд, Ренџерсе, и Вест Хем јунајтед. Макреј се трајно придружио Вест Хему јуна 1919, играјући у својој првој лигашкој утакмици. Играо је и за Бери, Виган Боро, Њу Брајтон, Манчестер јунајтед и Вотфорд, а уписао је укупно 187 наступа. Касније је играо у Шкотској за Трећи Ланарк и свој први клуб, Клајд, пре него што се повукао 1928.

## Тренерска каријера
Тренирао је Египат на Светском првенству у фудбалу 1934. године, а такође је водио Истанбулспор у Турској и Фрам на Исланду.